# Lliga catalana de futbol americà femenina
|  | Aquest article tracta sobre la competició femenina. Si cerqueu la competició masculina, vegeu «Lliga catalana de futbol americà masculina». |

La Lliga catalana de futbol americà femenina (LCFA Femenina) és una competició oficial de futbol americà que organitza la Federació Catalana de Futbol Americà. Va ser creada l'any 1996 degut a l'èxit de la celebració del primer partit de futbol americà femení a Catalunya el 5 d'agost de 1995, entre el Barcelona Howlers i Barcelona Queens. Va deixar de tenir continuïtat al final de la temporada 2015-16, recuperant-se la celebració de l'esdeveniment sis anys més tard.
El dominador de la competició són el Barberà Rookies amb sis títols (2010, 2015, 2016, 2022, 2023 i 2024), seguit dels Barcelona Howlers (1996, 1997) i dels Badalona Dracs (1998, 1999) amb dos títols respectivament.

## Historial
| En negreta = Equip guanyador (1) = Nombre de títols |

| Edició                          | Temporada | Guanyador             | Resultat | Finalista               | Seu                                | MVP Final                                 | refs        |
| ------------------------------- | --------- | --------------------- | -------- | ----------------------- | ---------------------------------- | ----------------------------------------- | ----------- |
| I                               | 1995-96   | Barcelona Howlers (1) | 34-12    | Barcelona Queens        | Sot del Migdia, Barcelona          | Marisa Garrido (HOW) Marta Sanchez (QUE)  | [ 1 ]       |
| II                              | 1996-97   | Barcelona Howlers (2) | 44-12    | Badalona Dracs          | Municipal Mar Bella, Barcelona     | Beatriz Antimo (HOW) Mery Hernandez (DRA) | [ 1 ]       |
| III                             | 1997-98   | Badalona Dracs (1)    | 16-6     | Barcelona Howlers       | Estadi Joan Serrahima, Barcelona   | Gemma Hernandez (DRA) Viviana Rius (HOW)  |             |
| IV                              | 1998-99   | Badalona Dracs (2)    |          | Barcelona Howlers       | Municipal Mar Bella, Barcelona     | Susana Castaño (DRA)                      |             |
| No es disputà entre 2000 i 2008 |           |                       |          |                         |                                    |                                           |             |
| V                               | 2009-10   | Terrassa Reds (1)     | 25-13    | Barberà Rookies         | Municipal Montigalà, Badalona      | Laura Vergara (RED)                       |             |
| VI                              | 2010-11   | Barberà Rookies (1)   | 21-2     | Terrassa Reds           | Can Jofresa, Terrassa              | Patricia Meixide (ROO)                    | [ 4 ] [ 5 ] |
| VII                             | 2013-14   | Barcelona Búfals (1)  | 18-12    | Barberà Rookies         | Santa Cristina d'Aro               | Allison Rodríguez (BUF)                   |             |
| VIII                            | 2014-15   | Barberà Rookies (2)   | 25-13    | Barcelona Búfals        | Argentona                          | Alba Izquierdo (ROO)                      | [ 4 ]       |
| IX                              | 2015-16   | Barberà Rookies (3)   | 36-6     | Barcelona Búfals        | Granollers                         | Alba Izquierdo (ROO)                      | [ 4 ]       |
| No es disputà entre 2017 i 2021 |           |                       |          |                         |                                    |                                           |             |
| X                               | 2021-22   | Barberà Rookies (4)   | 28-16    | Barcelona Búfals        | IEM Can Llobet, Barberà del Vallès | Allison Rodríguez (ROO)                   | [ 6 ]       |
| XI                              | 2022-23   | Barberà Rookies (5)   | lligueta | Barcelona Búfals        |                                    |                                           | [ 7 ]       |
| XII                             | 2023-24   | Barberà Rookies (6)   | lligueta | Barcelona Búfals        | N/D                                |                                           | [ 8 ]       |
| XIII                            | 2024-25   | Barberà Rookies (7)   | lligueta | Pioners de l'Hospitalet |                                    |                                           | [ 7 ]       |

## Palmarès
| Equip                   | Campió | Subcampió | Finals | Anys campió                              | Anys subcampió         |
| ----------------------- | ------ | --------- | ------ | ---------------------------------------- | ---------------------- |
| Barberà Rookies         | 7      | 2         | 9      | 2010, 2015, 2016, 2022, 2023, 2024, 2025 | 2009, 2014             |
| Barcelona Howlers       | 2      | 2         | 4      | 1996, 1997                               | 1998, 1999             |
| Badalona Dracs          | 2      | 1         | 3      | 1998, 1999                               | 1997                   |
| Barcelona Búfals        | 1      | 5         | 6      | 2014                                     | 2015, 2016, 2022, 2023 |
| Terrassa Reds           | 1      | 1         | 2      | 2009                                     | 2010                   |
| Barcelona Queens        | 0      | 1         | 1      | —                                        | 1996                   |
| Pioners de l'Hospitalet | 0      | 1         | 1      | —                                        | 2025                   |